# 4396 Gressmann
4396 Gressmann је астероид главног астероидног појаса чија средња удаљеност од Сунца износи 2,219 астрономских јединица (АЈ).
Апсолутна магнитуда астероида је 13,9.